# Juvenalij Aljašský
Svatý Juvenalij Aljašský (1761, Jekatěrinburg, Rusko – 1796, Kuinerrak, Aljaška), protomučedník Ameriky, byl ruský hieromučedník a člen první skupiny pravoslavných misionářů, kteří přišli z klášterů Valaam a Konevets, aby evangelizovali původní obyvatele Aljašky. Byl umučen při evangelizaci mezi jupickými Eskymáky na  Aljašce v roce 1796. Jeho svátek se slaví 2. července a připomíná se také se všemi svatými Aljašky (24. září) a s prvními mučedníky americké země (12. prosince).

## Život

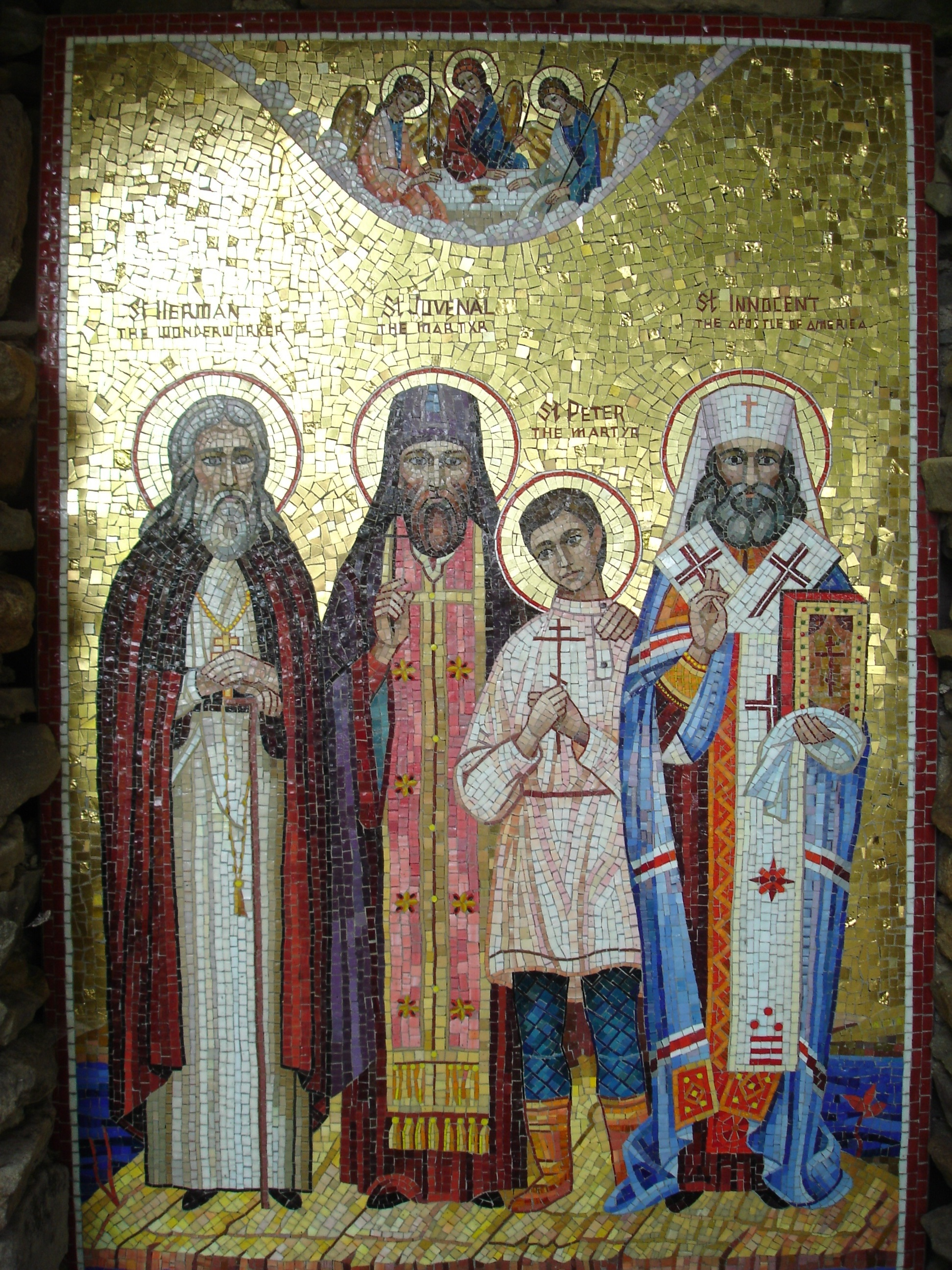
sv. Herman Aljašský, sv. Juvenalij Aljašský, sv. Petr Aleut, sv. Innocenc Aljašský

Narodil se v roce 1761 v Jekatěrinburgu v Rusku a jmenoval se Jakov Fjodorov Govoruchin. Byl synem tavicího mistra Feodora Govoruchina z nerčinských dolů. Sám Jakov také pracoval v dolech Voskresenskij v Kolyvanu. 
V roce 1791 opustil tuto pozici z vlastní vůle a odešel žít do vallamského kláštera jako novic. V roce 1793 byl vybrán pro americkou misi a přijal mnišství a byl vysvěcen na kněze. Přijal mnišské jméno Juvenalij na památku sv. Juvenála, jeruzalémského patriarchy z pátého století.
Roku 1793 byla vybrána skupina 10 mnichů a noviců z klášterů Valaam a Konevets, aby sloužili jako misionáři v Ruské Americe. Tuto skupinu misionářů vedl archimandrita Joasaph Bolotov a skládala se ze čtyř hieromnichů včetně Juvenalije a Makarije, jednoho hierodiakona a mnicha jménem Heřman a čtyř noviců. Jejich cílem byla ruská osada na ostrově Kodiak v Aljašském zálivu, asi 8 000 km daleko přes celou Asii, Sibiř a poté Beringovo moře v severní části Tichého oceánu. Skupina dorazila na ostrov Kodiak 24. září 1794 k osadě. Osada byla mnohem primitivnější, než jim bylo řečeno, a násilí bylo samozřejmostí. Slíbený kostel tam nebyl a rovněž slíbené zásoby na tři roky chyběly.
Po svém příjezdu otcové Juvenalij a Makarij obešli ostrov Kodiak a během dvou měsíců pokřtili místní Eskymáky, dohromady 6000 lidí. V roce 1795 otec Juvenalij odešel na pevninu a pokřtil domorodce v Nucheku a Indiány z kmene Tanainů. Následující rok pokračoval na západ a postupoval na západ od jezera Iliamna „do severních částí kontinentu a daleko za aljašský poloostrov a tamní místní lidé, které dosud neevangelizovali, zabili jeho a tři mnichy a několik pokřtěných domorodců, kteří je doprovázeli.